# Grand Prix Formule 1 van België 1994
De Grand Prix Formule 1 van België 1994 werd gehouden op 28 augustus 1994 op Spa-Francorchamps.

## Verslag

### Kwalificatie
Door de regen was het startveld helemaal door elkaar gegooid met Rubens Barrichello op de pole-position, voor Michael Schumacher, Damon Hill, Eddie Irvine, Jean Alesi en Jos Verstappen. De top-10 werd vervolledigd door David Coulthard, Mika Häkkinen, Heinz-Harald Frentzen en Pierluigi Martini.

### Race
Bij de start was de baan droog en Barrichello leidde de race dan ook maar een bijzonder korte tijd. Hij werd ingehaald door achtereenvolgens Schumacher, Alesi en Hill. Alesi viel uit met motorproblemen en het kwam opnieuw neer op een strijd tussen Schumacher en Hill, gewonnen door de Duitser.
Na de race werd bij de technische controle echter ontdekt dat de houten plaat onder Schumachers Benetton te hard afgesleten was en hij werd uitgesloten. Benetton gaf nog aan dat de schade veroorzaakt werd door een spin, maar dit protest werd verworpen. De schade veroorzaakt door de spin was duidelijk verschillend van de schade aan de plank. Hill kreeg hierdoor de overwinning, met Häkkinen als tweede en Verstappen derde.

## Uitslag
| Pos. | Nr. | Coureur               | Constructeur      | Rondes | Tijd / Oorzaak uitval | Grid | Punten |
| ---- | --- | --------------------- | ----------------- | ------ | --------------------- | ---- | ------ |
| 1    | 0   | Damon Hill            | Williams-Renault  | 44     | 1:28:47.1             | 3    | 10     |
| 2    | 7   | Mika Häkkinen         | McLaren-Peugeot   | 44     | +51.381               | 8    | 6      |
| 3    | 6   | Jos Verstappen        | Benetton-Ford     | 44     | +1:10.453             | 6    | 4      |
| 4    | 2   | David Coulthard       | Williams-Renault  | 44     | +1:45.787             | 7    | 3      |
| 5    | 4   | Mark Blundell         | Tyrrell-Yamaha    | 43     | +1 Ronde              | 12   | 2      |
| 6    | 10  | Gianni Morbidelli     | Arrows-Ford       | 43     | +1 Ronde              | 14   | 1      |
| 7    | 26  | Olivier Panis         | Ligier-Renault    | 43     | +1 Ronde              | 17   |        |
| 8    | 23  | Pierluigi Martini     | Minardi-Ford      | 43     | +1 Ronde              | 10   |        |
| 9    | 24  | Michele Alboreto      | Minardi-Ford      | 43     | +1 Ronde              | 18   |        |
| 10   | 25  | Eric Bernard          | Ligier-Renault    | 42     | +2 Rondes             | 16   |        |
| 11   | 32  | Jean-Marc Gounon      | Simtek-Ford       | 42     | +2 Rondes             | 25   |        |
| 12   | 12  | Johnny Herbert        | Lotus-Mugen-Honda | 41     | +3 Rondes             | 20   |        |
| 13   | 15  | Eddie Irvine          | Jordan-Hart       | 40     | Alternator            | 4    |        |
| DSQ  | 5   | Michael Schumacher    | Benetton-Ford     | 44     | Gediskwalificeerd     | 2    |        |
| DNF  | 9   | Christian Fittipaldi  | Arrows-Ford       | 33     | Motor                 | 24   |        |
| DNF  | 31  | David Brabham         | Simtek-Ford       | 29     | Wiel                  | 21   |        |
| DNF  | 29  | Andrea de Cesaris     | Sauber-Mercedes   | 27     | Gaspedaal             | 15   |        |
| DNF  | 8   | Martin Brundle        | McLaren-Peugeot   | 24     | Spin                  | 13   |        |
| DNF  | 14  | Rubens Barrichello    | Jordan-Hart       | 19     | Spin                  | 1    |        |
| DNF  | 3   | Ukyo Katayama         | Tyrrell-Yamaha    | 18     | Motor                 | 23   |        |
| DNF  | 11  | Philippe Adams        | Lotus-Mugen-Honda | 15     | Spin                  | 26   |        |
| DNF  | 28  | Gerhard Berger        | Ferrari           | 11     | Motor                 | 11   |        |
| DNF  | 19  | Philippe Alliot       | Larrousse-Ford    | 11     | Motor                 | 19   |        |
| DNF  | 30  | Heinz-Harald Frentzen | Sauber-Mercedes   | 10     | Aandrijving           | 9    |        |
| DNF  | 20  | Erik Comas            | Larrousse-Ford    | 3      | Motor                 | 22   |        |
| DNF  | 27  | Jean Alesi            | Ferrari           | 2      | Motor                 | 5    |        |
| DNQ  | 34  | Bertrand Gachot       | Pacific-Ilmor     |        |                       |      |        |

## Wetenswaardigheden
- Lotus had duidelijk financiële problemen: Alessandro Zanardi moest plaatsmaken voor Philippe Adams die heel wat sponsorgeld neerlegde voor het zitje.
- Mika Häkkinen nam terug plaats in de McLaren.
- Philippe Alliot verving Olivier Beretta bij Larrousse.

## Statistieken
| Pole-position | Rubens Barrichello | Jordan-Hart      | 2:21.163 |
| Snelste ronde | Damon Hill         | Williams-Renault | 1:57.117 |

## Noot
- Dit was het debuut van de Belgische coureur Philippe Adams.
- Eerste pole position voor Rubens Barrichello.
- Eerste ronde als raceleider voor David Coulthard.

1925 · 1930 · 1931 · 1933 · 1934 · 1935 · 1937 · 1939 · 1947 · 1949 · 1950 · 1951 · 1952 · 1953 · 1954 · 1955 · 1956 · 1958 · 1960 · 1961 · 1962 · 1963 · 1964 · 1965 · 1966 · 1967 · 1968 · 1970 · 1972 · 1973 · 1974 · 1975 · 1976 · 1977 · 1978 · 1979 · 1980 · 1981 · 1982 · 1983 · 1984 · 1985 · 1986 · 1987 · 1988 · 1989 · 1990 · 1991 · 1992 · 1993 · 1994 · 1995 · 1996 · 1997 · 1998 · 1999 · 2000 · 2001 · 2002 · 2004 · 2005 · 2007 · 2008 · 2009 · 2010 · 2011 · 2012 · 2013 · 2014 · 2015 · 2016 · 2017 · 2018 · 2019 · 2020 · 2021 · 2022 · 2023 · 2024 · 2025 · 2026 · 2027 · 2029 · 2031